# Stenoonops canita
Espèce
Stenoonops canita est une espèce d'araignées aranéomorphes de la famille des Oonopidae.

## Distribution
Cette espèce est endémique de la province de Panama au Panama,. Elle se rencontre à Cañita.

## Description
Le mâle holotype mesure 1,22 mm.

## Taxinomie
La femelle décrite par Platnick et Dupérré en 2010 a été identifiée comme appartenant en fait à l'espèce Reductoonops bayano.

## Étymologie
Son nom d'espèce lui a été donné en référence au lieu de sa découverte, la ville de Cañita.

## Publication originale
- Platnick & Dupérré, 2010 : The goblin spider genera Stenoonops and Australoonops (Araneae, Oonopidae), with notes on related taxa. Bulletin of the American Museum of Natural History, no 340, p. 1-111 (texte intégral).